# Ásdís Rán Gunnarsdóttir
Ásdís Rán Gunnarsdóttir (* 12. August 1979 in Egilsstaðir) ist ein isländisches Model und TV-Producerin. Sie kandidierte in der Präsidentschaftswahl in Island 2024, wo sie den neunten Platz unter zwölf Kandidaten erreichte.

## Biografie

### Karriere
Ásdís Rán Gunnarsdóttir trat 2009 in der bulgarischen Fernsehserie Footballer’s wife auf. In den 2010er-Jahren arbeitete sie als Fernsehproduzentin beim isländischen Medienunternehmen 365 miðlar.
Im Januar 2024 erklärte Ásdís Rán ihre Kandidatur für das Amt der isländischen Präsidentschaft bei der Wahl 2024. Mit 394 Stimmen erhielt sie 0,18 Prozent der abgegebenen Stimmen und stand damit auf dem neunten Platz von zwölf Kandidaten.

### Persönliches
Ásdís Rán war mit dem Fußballspieler Garðar Gunnlaugsson verheiratet, mit dem sie eine Tochter und einen Sohn hat. Sie ließen sich 2012 scheiden.